# Ceratitis giffardi
Ceratitis giffardi är en tvåvingeart som beskrevs av Mario Bezzi 1912. Ceratitis giffardi ingår i släktet Ceratitis och familjen borrflugor. Inga underarter finns listade i Catalogue of Life.